# Ernen
Ernen is een gemeente en plaats in het Zwitserse kanton Wallis, en maakt deel uit van het district Goms.
Ernen telt 538 inwoners.
Er wordt in het gebied een vorm van Zwitserduits gesproken, oftewel "Schweizerdeutsch", ook wel "Schwyzerdütsch", of "Schwiizertüütsch". Het is een verzamelnaam voor de Alemannische dialecten, die in Zwitserland gesproken worden, voornamelijk Hoogalemannisch en in mindere mate ook oogstalemannisch zijnde. Een opmerkelijke variant is het Walliserduits, dat in het kanton Wallis gesproken wordt, behorend tot het Hochstalemannische dialect, dat zelfs door de overige Zwitsers moeilijk wordt verstaan.
Ernen is goed te bereiken via Brig, de Matterhorn-Gotthard route naar Fiesch en met het openbaar vervoer (bus).

## Geschiedenis
In 1979 ontving Ernen de Henry-Louis Wakker prijs, omdat het dorpje zo bijzonder mooi en goed onderhouden is. Ernen staat bekend om het klassieke muziekfestival. Het plaatsje Mühlebach, dat sinds 2005 deel is van gemeente Ernen, staat bekend als het oudste dorp in houtbouw in Zwitserland.

### Bezienswaardigheden
Een bijzondere bezienswaardigheid in Ernen is de St. Georg kerk. De kerk werd tussen 1510 en 1518 gebouwd, gedeeltelijk op de grondvesten van een romaanse basiliek uit het jaar 1100. In de kerk staan houten beelden van heiligen, die stammen uit de 16de tot 18de eeuw, gedeeltelijk afkomstig van het bouwwerk in Mühlebach, waarvoor in 1673-1676 de kapel van Mühlebach in de plaats kwam. In deze kerk wordt elke zomer in augustus het klassieke muziekfestival gegeven.
Binnen Ernen zelf staan nog drie galgen op de heuvel vlak buiten de kern van het dorpje. De galgen werden vroeger in een driehoek verbonden door balken.

### Historische personen
Georg Supersaxo geboren in Ernen en kardinaal Matthäus Schiner uit Mühlebach (1465-1522), schreven in Ernen een stuk Europese geschiedenis. Supersaxo als "Landeshauptmann" en vertegenwoordiger van de Franse kroon. Schiner als bisschop en later kardinaal, was een vertegenwoordiger van het pausdom en sympathisant van keizer Karel V. Kardinaal Schiner speelde een belangrijke rol in de benoeming van aartsbisschop Adriaan van Utrecht, keizer Karels leermeester, tot paus Adrianus VI. De twee tegenpolen Supersaxo en Schiner waren als kinderen schoolvrienden, maar werden later elkaars tegenstanders.

### Gemeentelijke herindeling
Sinds 1872 maakt de toenmalige zelfstandige gemeente Niederernen deel uit van de gemeente Ernen.
Sinds 1 oktober 2004 maken de toenmalige zelfstandige gemeenten Ausserbinn, Mühlebach en Steinhaus deel uit van de gemeente Ernen.

## Erner Galen
Vanuit Mühlebach ging er tijdens het skiseizoen een stoeltjeslift omhoog naar de Erner Galen, een wandel- en ski-gebied (20 km piste) dat deel is van gemeente Ernen. Van 1235 meter boven zeeniveau klom deze lift naar Chäserstatt op 1774 meter. Een aansluitende ankerlift ging vervolgens tot 2285 meter hoogte op de Erner Galen. Vanuit hier warenn meerdere routes mogelijk, waaronder richting Rappental af te dalen en weer met de skilift bij Gorbji op 1931 meter de Erner Galen op te gaan tot 2292 meter hoogte. Daarnaast was er een kortere skilift op Chäserstatt van 1702 tot 1810 meter hoogte. Vanaf Chäserstatt kan tevens naar beneden worden geskied, terug naar het dorp Mühlebach.
De Erner Galen is hoofdzakelijk Nordhang, waardoor de Erner Galen bekend was om de bijzonder goede sneeuw bij veel zon tot ver in het voorjaar.
Omdat het gebied niet erg toeristisch is en de laatste jaren het onder de nodige lasten heeft geleden door technische tegenslagen, werd de Erner Galen gratis aangeboden voor een ieder, die er 900.000 euro in wil steken en het contract van de vaste twaalf werknemers wil verlengen. Hiermee is de Erner Galen veelvuldig in de internationale media verschenen. Het gerucht dat een Engelsman het gebied zal overnemen, is onlangs bevestigd.
In 2007 waren de liften voor het laatst in bedrijf. In 2011 is alles afgebroken. Er is nu weinig meer dat herinnert aan het feit dat hier een mooi en (te) rustig skigebied is geweest.